# Амос (пророк)
Амо́с (др.-евр. עָמוֹס‬ — «бремя») — ветхозаветный пророк, принадлежащий к числу двенадцати так называемых «малых пророков».

## Учение
Амос первый по времени из известных нам пророков-писателей. Стиль его книги свидетельствует о цельности его характера и, несмотря на простое происхождение, начитанности и широкой эрудиции.
В своей проповеди Амос выступал в защиту строгого монотеизма, против распространения идолопоклонства. Он обличал недостатки современного ему общества, особенно социальную несправедливость и неравенство, призывал к милосердию в отношении бедных и униженных. Амос утверждал, что человечность и правда являются формами служения Богу более важными, чем формальное принесение жертв. В его книге мы впервые встречаем идею равенства всех народов; избранничество Израиля он понимал как высокую меру ответственности перед Богом. В его писаниях впервые возникает образ «Дня Ягве» — Суда Господня, и выражается вера в спасение «остатка верных».
Амос оказал большое влияние на последующих пророков, особенно Исаию и Михея. В новозаветных Деяниях Апостольских первомученик Стефан цитирует его в речи против законников.

## Иконография
- Пророк Амос. Антонио дель Поллайоло
- Пророк Амос. Хуан де Боргонья, 1535
- Пророк Амос. Густав Доре
- Пророк Амос. Джеймс Тиссо